# Droits LGBT à Cuba
Les personnes lesbiennes, gays, bisexuelles et transgenres (LGBT) à Cuba font face à des défis sociaux que ne connaissent pas les citoyens non-LGBT, bien que l'homosexualité soit légale et qu'ils bénéficient de protections juridiques.
Cuba fait partie des 66 États ayant signé la résolution de l'ONU pour la dépénalisation universelle de l'homosexualité.
Depuis le référendum cubain de 2022, le mariage homosexuel, l'adoption homoparentale et la gestation pour autrui sans fins lucratives sont légaux.

## Avant la révolution
Selon Marcel Hatch, militant communiste et pour les droits des homosexuels, avant la révolution de 1959, « la vie des lesbiennes et des gays était marquée par un isolement extrême et une répression inscrite dans la loi et renforcée par le dogme catholique ». Il décrit le milieu clandestin des homosexuels de l'époque comme « un bouillon de prostitution pour le tourisme des États-Unis ».
Il soutient que la révolution lança un processus pour l'amélioration de leur condition en proclamant l'égalité des sexes, mais que « le machisme latin, la bigoterie catholique et l’homophobie stalinienne » empêchèrent un véritable progrès dans ce sens. D'après José Luis Llovio-Menéndez, Fidel Castro a prononcé à cette époque des discours homophobes, assimilant l'homosexualité à une « décadence bourgeoise » et dénonça les « maricones » (« pédés ») comme des « agents de l'impérialisme »,. Le journal Lunes de Revolución fut interdit, ses écrivains gays publiquement dénoncés et renvoyés. Le dramaturge Virgilio Piñera a été arrêté pour délit d'homosexualité en 1961 durant la nuit des trois P (pour « proxénètes, prostituées, pédérastes ») ; son œuvre fut censurée par le pouvoir,.

## Durant la révolution

### Emprisonnement dans les UMAP

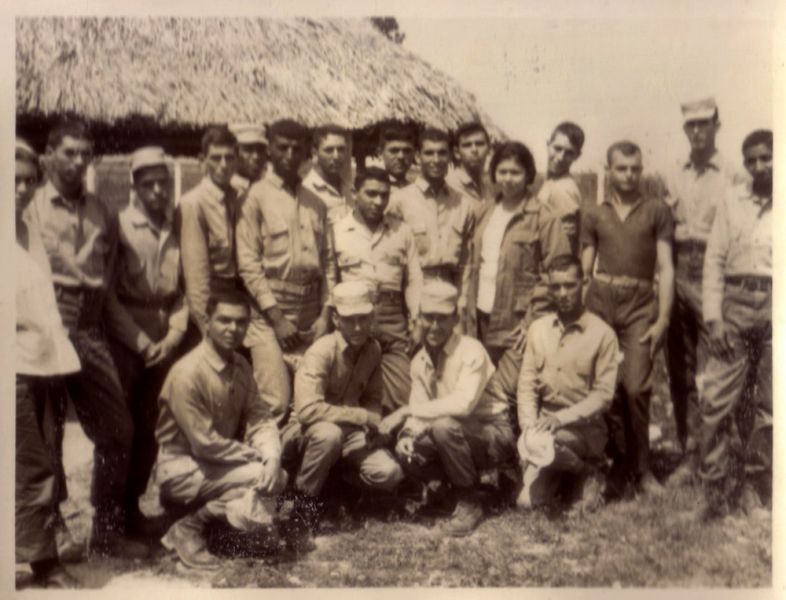
Homosexuels et opposants politiques dans un UMAP (1967).

Fidel Castro considérait que le capitalisme était à l'origine de la diversité sexuelle. La politologue Évelyne Pisier, qui a eu une relation avec le Lider Maximo dans les années 1960, raconte toutefois que « pour lui, les gays sont des malades dégénérés, et peu importe qu'il fasse arrêter ses ennemis politiques en les traitant d'homosexuels. Castro mettra des années à reconnaître officiellement cette erreur ».
Pendant 18 mois, entre 1965 et 1967, des centaines d'homosexuels hommes et femmes (dont Reinaldo Arenas), et de travestis dispensés du port des armes (tout comme les objecteurs de conscience et les analphabètes), furent envoyés dans des unités militaires d'aide à la production (UMAP) à la place du service en caserne. Pour les auteurs du Livre noir du communisme, il s'agissait de camps de concentration où ils devaient être « rééduqués » : les prisonniers vivaient des conditions très difficiles, ils étaient astreints au travail forcé, étaient mal nourris et subissaient des mauvais traitements. Selon un témoignage recueilli par Ernesto Cardenal, ce serait Fidel Castro lui-même qui a décidé de la fermeture des camps en 1967, après s'être rendu compte, lors d'une visite à l'improviste, des excès qui y étaient commis. Les homosexuels auraient été aussi interdits dans l'éducation et dans la représentation artistique de Cuba à l'étranger. Des purges homophobes auraient été organisées, notamment à l'université de La Havane à l'encontre de son personnel enseignant,,. Des rafles ont lieu lors de la nuit des 3 P (prostituées, proxénètes, pédérastes) ; ainsi Virgilio Piñera sera arrêté en 1961 pour délit d'homosexualité. Selon Régis Debray, Che Guevara envoyait les homosexuels dans les camps de travail. Fidel Castro conteste cela ; selon lui, la Révolution et l'éducation sont venues à bout des préjugés contre les homosexuels.
Rapidement connus pour leurs traitements inhumains, ces établissements furent fermés 18 mois plus tard, l'indignation du milieu artistique poussa Fidel Castro à personnellement fermer ces établissements en 1967, estimant qu'ils ne remplissaient pas les objectifs révolutionnaires, mais d'autres moins durs prirent leur place,.
Lors d'une interview en 2010, Fidel Castro s'excuse de ces persécutions, se considérant responsable, mais invoquant l'actualité géopolitique de l'époque pour expliquer son absence d'action à ce sujet,.
Mariela Castro, nièce de Fidel Castro et militante LGBT, donne une autre version des UMAP : « Ce n’était pas des camps, c’étaient des unités militaires d’appui à la production qui s’étaient créés, comme une sorte de service militaire, pour faciliter l’obtention d’une qualification aux fils d’ouvriers et de paysans, qui à la sortie leur permettrait l’accès à un travail mieux rémunéré. Cela était l’idée qui avait été proposée au nouveau ministère des Forces armées Révolutionnaires. C’était une période avec beaucoup de confusions, une nation révolutionnaire était en train de se créer en même temps que des attaques de terrorisme d’État dont le peuple cubain était l’objet : c’était très difficile. Ce fut une des initiatives et dans certaines de ces unités se trouvaient des gens qui humiliaient les homosexuels, qui considéraient qu’il fallait les faire travailler pour qu’ils deviennent des « hommes ». Il fallait les « transformer », ça c’était l’idée de l’époque, et elle était ancrée dans le monde entier. Même les psychiatres pratiquaient des thérapies pour les faire devenir hétérosexuels ». Elle ajoute cependant que l'enfermement dans ces camps fut une « violation des droits de ces personnes ».
Selon le sociologue Vincent Bloch, « L’édification de l’homme nouveau — rêvé par Che Guevara — est le prétexte idéologique du régime tout au long des années 1960 : au nom d’une moralité confuse et incertaine, les hippies, les homosexuels, les témoins de Jéhovah, les artistes idéologiquement diversionnistes, sont envoyés dans des camps de concentration, appelés Unités militaires d’aide à la production (UMAP). En compagnie des hommes non fiables  âgés de 18 à 27 ans, que le gouvernement juge imprudent d’initier au maniement des armes dans le cadre du Service militaire obligatoire (SMO), ils constituent la catégorie de citoyens dont la conduite est impropre ».

### Libéralisation
Depuis la fin des années 1970, la situation de l'homosexualité a beaucoup évolué à Cuba. En 1980, le gouvernement a expulsé de nombreux homosexuels lors de l'exode de Mariel. Les « actes homosexuels » ont été officiellement dépénalisés en 1979, et les dernières références homophobes ont été supprimées de la loi cubaine en 1997.
La sodomie a été dépénalisée en 1989. Cependant, le journal Tétu écrivait encore en 2006 : « Harcèlement policier permanent, interdiction des lieux de rencontre, internement pour les séropositifs, la dictature castriste impose toujours sa loi [aux homosexuels] ». Depuis 1986, la Commission nationale sur l’éducation sexuelle présente un programme d'éducation sur l’homosexualité et la bisexualité. La condition des homosexuels à Cuba pourrait sembler meilleure que dans le reste de l'Amérique latine : l'homosexualité y est dépénalisée depuis 1979, et en 1998, un programme national à la télévision cubaine a inauguré une série de débats sur l'homosexualité afin de faire évoluer les mentalités. Mais certains spécialistes estiment que ce discours de tolérance à l'égard de l'homosexualité n'est que de façade et relève, en fait, d'un vaste programme de propagande bien orchestré dont le film Fraise et Chocolat, de Gutiérrez Alea (1993), est un exemple particulièrement significatif.

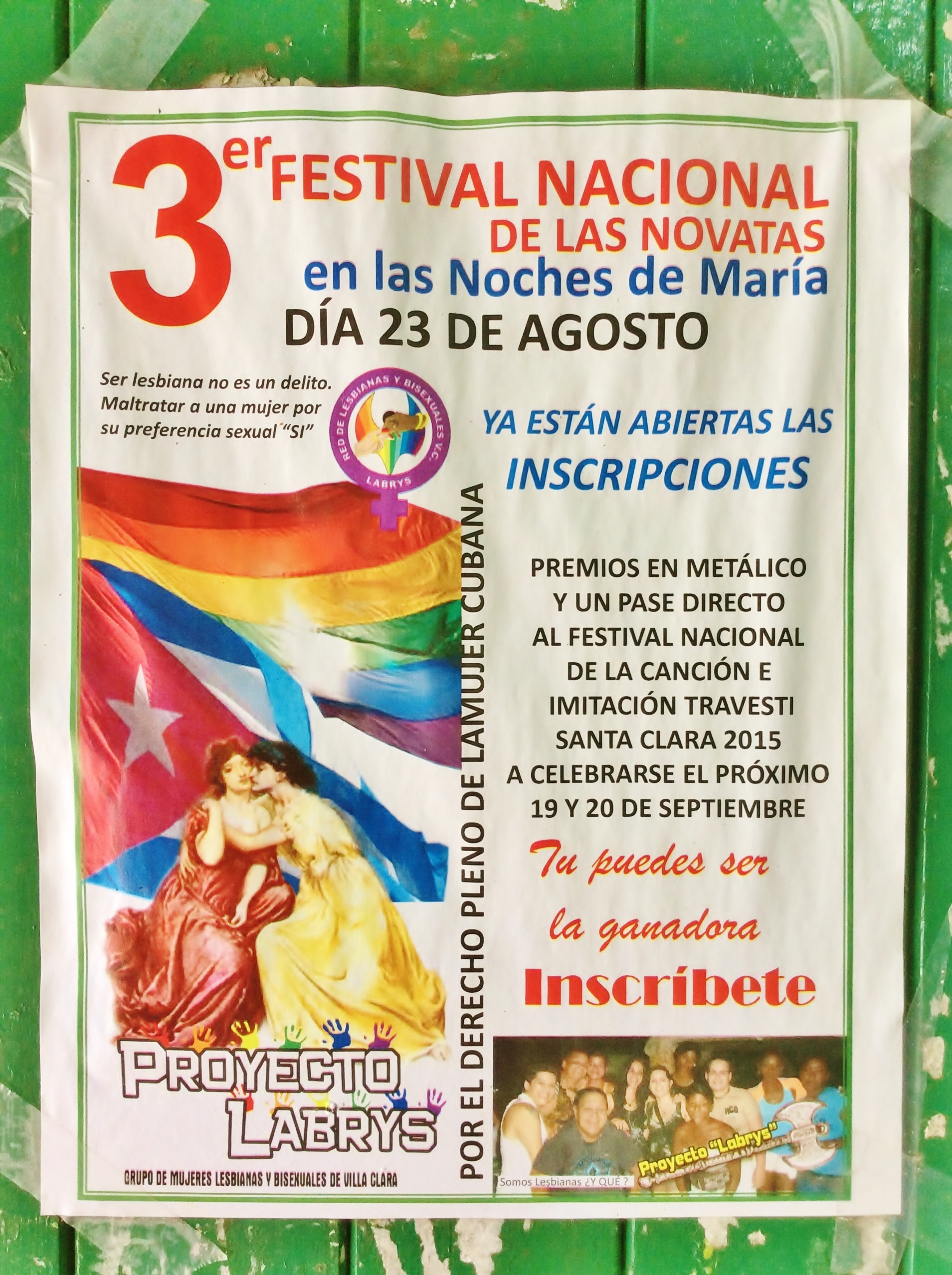
Affiche d'un groupe lesbien (2015).

En 1992, Vilma Espín, femme de Raúl Castro, dénonce la répression et les discriminations qui ont longtemps visé les homosexuels. Ce combat fut repris par sa fille Mariela Castro, un de ses quatre enfants, actuellement présidente du Centre national cubain d'éducation sexuelle.
La même année, Fidel Castro précise : « Pour ma part, je ne souffre pas de cette sorte de phobie contre les homosexuels. Je n'ai jamais été en faveur ni n'ai fait la promotion ni soutenu de politique contre les homosexuels. C'est un ressentiment qui correspond, je dirais, à une époque issue du machisme. [...] Nous avons vraiment évolué et on peut le constater surtout chez les jeunes, mais on ne peut pas dire que la discrimination sexuelle ait totalement disparu et nous ne devons pas faire semblant qu'elle n'existe plus ». Dans cet entretien, il reconnaît l'importance qu'a prise l'homophobie à Cuba, tout en l'expliquant et en la condamnant.
La presse se fait parfois l'écho de témoignages homophobes. Ainsi, en 2004, la BBC rapporte que la police cubaine a lancé une « campagne de harcèlement policier contre les homos ».
Depuis 2008, le régime autorise les opérations de changement de sexe de personnes transgenres et, depuis 2010, les finance.
Signe d'une évolution significative : Cuba fait partie des 66 États ayant signé en 2008 la résolution de l'ONU pour la dépénalisation universelle de l'homosexualité. Des militants LGBT du pays dénoncent néanmoins plusieurs milliers d'arrestations par an et des condamnations judiciaires en raison de l'homosexualité,.
En 2012, Adela Hernández devient la première femme ouvertement transgenre élue à un poste politique à Cuba.
En décembre 2016, lors du Festival de cinéma latino-américain de La Havane, un film dénonçant la répression de l'homosexualité à Cuba dans les années 1970 est exclu de la compétition.

### Présidence de Miguel Díaz-Canel
Adopté le 23 juillet 2018, le projet de constitution cubaine de 2019 ouvre la voie a une possible légalisation du mariage homosexuel via l'utilisation de termes neutre pour mentionner le mariage au lieu de ceux de mari et femme, ouverture à laquelle le président Miguel Díaz-Canel se montre favorable. Faisant partie d'une consultation nationale, la forme initiale de l'article 82 de la constitution soumise à la population a reçu 195 000 commentaires dont 160 000 négatifs. L'influence de l’Église catholique et des Églises protestantes a contribué à faire reculer le gouvernement. Pour Dionisio Garcia, l’archevêque de Santiago de Cuba, le mariage homosexuel relève du « colonialisme idéologique ». Le texte final de la Constitution a choisi l’ambiguïté afin de permettre une potentielle évolution du code de la famille. Miguel Díaz-Canel a toutefois affirmé que le mariage homosexuel pourrait être légalisé dans les prochaines années.
En 2019, la Marche contre l’homophobie, qui a lieu chaque année depuis douze ans, est interdite par les autorités, peut-être en raison des pressions des Églises. Le Centre national cubain pour l’éducation sexuelle évoque « un ajustement du programme, compte tenu de circonstances qui ne favoriseraient pas le succès de la manifestation ». En réaction, les associations LGBT cubaines organisent une manifestation le 11 mai. Celle-ci, non autorisée, est dispersée par les forces de l’ordre.
En 2020, quand Luis Manuel Otero Alcántara proteste contre la censure d'un baiser entre deux hommes dans le film Love, Simon, il est arrêté par la police,
En septembre 2022, l'adoption par référendum d'un nouveau code de la famille légalise le mariage homosexuel, l'adoption homoparentale et la GPA non lucrative.

## Tableau récapitulatif
| Dépénalisation de l’homosexualité                                     | Depuis 1979 |
| Majorité sexuelle identique à celle des hétérosexuels                 | Depuis 1979 |
| Lois contre les discriminations dans le domaine de l'emploi           | Depuis 2013 |
| Lois contre les discriminations dans le domaine des biens et services | Depuis 2018 |
| Reconnaissance des couples de même sexe                               | Depuis 2022 |
| Mariage civil                                                         | Depuis 2022 |
| Adoption pour couples de personnes de même sexe                       | Depuis 2022 |
| Droit pour les gays de servir dans l’armée                            | Depuis 1993 |
| Droit de changer légalement de genre                                  | Depuis 2008 |
| Gestation pour autrui pour les gays                                   | Depuis 2022 |
| Accès aux FIV pour les lesbiennes                                     | Oui         |
| Autorisation du don de sang pour les HSH                              | Oui         |